# Mount Radotina
Mount Radotina (englisch; bulgarisch връх Радотина wrach Radotina) ist ein 1300 m hoher, abgerundeter und vereister Berg an der Graham-Küste des Grahamlands auf der Antarktischen Halbinsel. An der Basis der Barison-Halbinsel ragt er 12 km südöstlich des Eijkman Point, 11,9 km südwestlich des Mount Rouge und 7,55 km nördlich des Mount Chevreux in den westlichen Ausläufern des Bruce-Plateaus auf. Seine steilen Nordost- und Südwesthänge sind teilweise unvereist. Der Tschernomen-Gletscher liegt nordwestlich, der Talew-Gletscher nördlich, der Cadman-Gletscher ostnordöstlich und der Luke-Gletscher südwestlich von ihm.
Britische Wissenschaftler kartierten ihn 1976. Die bulgarische Kommission für Antarktische Geographische Namen benannte ihn 2015 nach der Ortschaft Radotina im Westen Bulgariens.